# Остергольц-Шармбек
Остергольц-Шармбек (нім. Osterholz-Scharmbeck) — місто в Німеччині, розташоване в землі Нижня Саксонія. Адміністративний центр району Остергольц.
Площа — 147 км2. Населення становить 30 438 ос. (станом на 31 грудня 2021).

## Географія

### Сусідні міста
Міста в радіусі 50 км від Остергольц-Шармбека:
- Бремен (22 км)
- Дельменгорст (31 км)
- Ахім (37 км)
- Бремергафен (39 км)
- Браке (40 км)
- Цефен (41 км)
- Бремерферде (43 км)
- Норденгам (46 км)
- Ольденбург (48 км)
- Ротенбург (50 км)

## Галерея

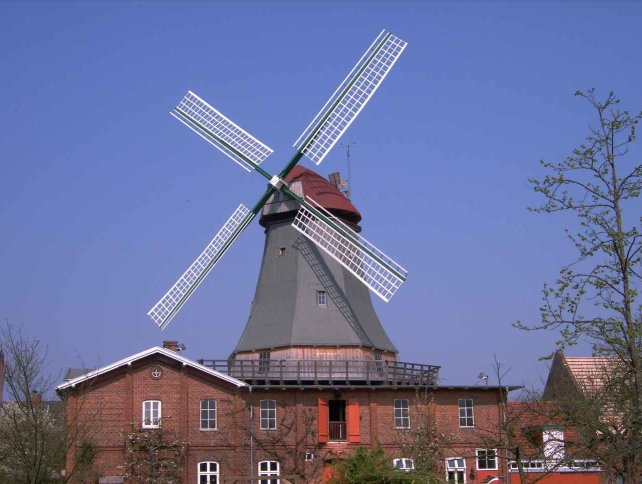
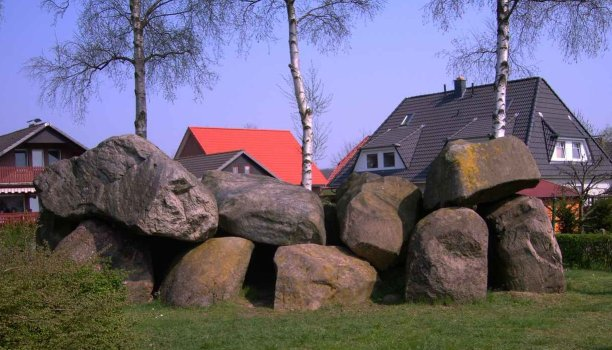
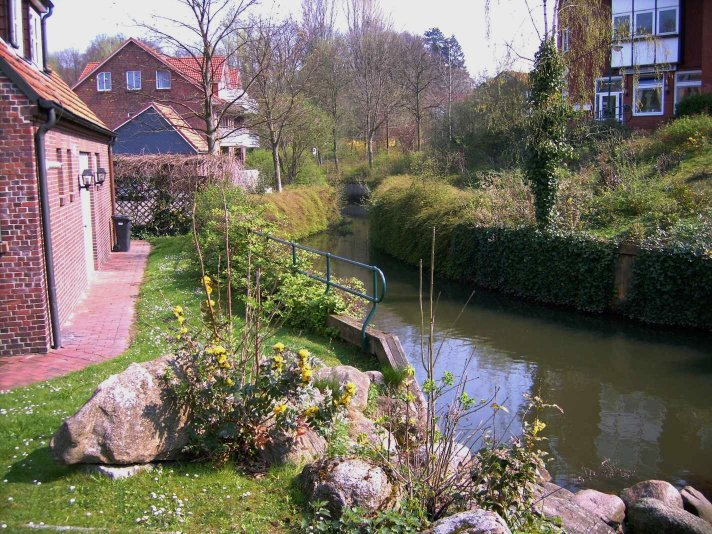
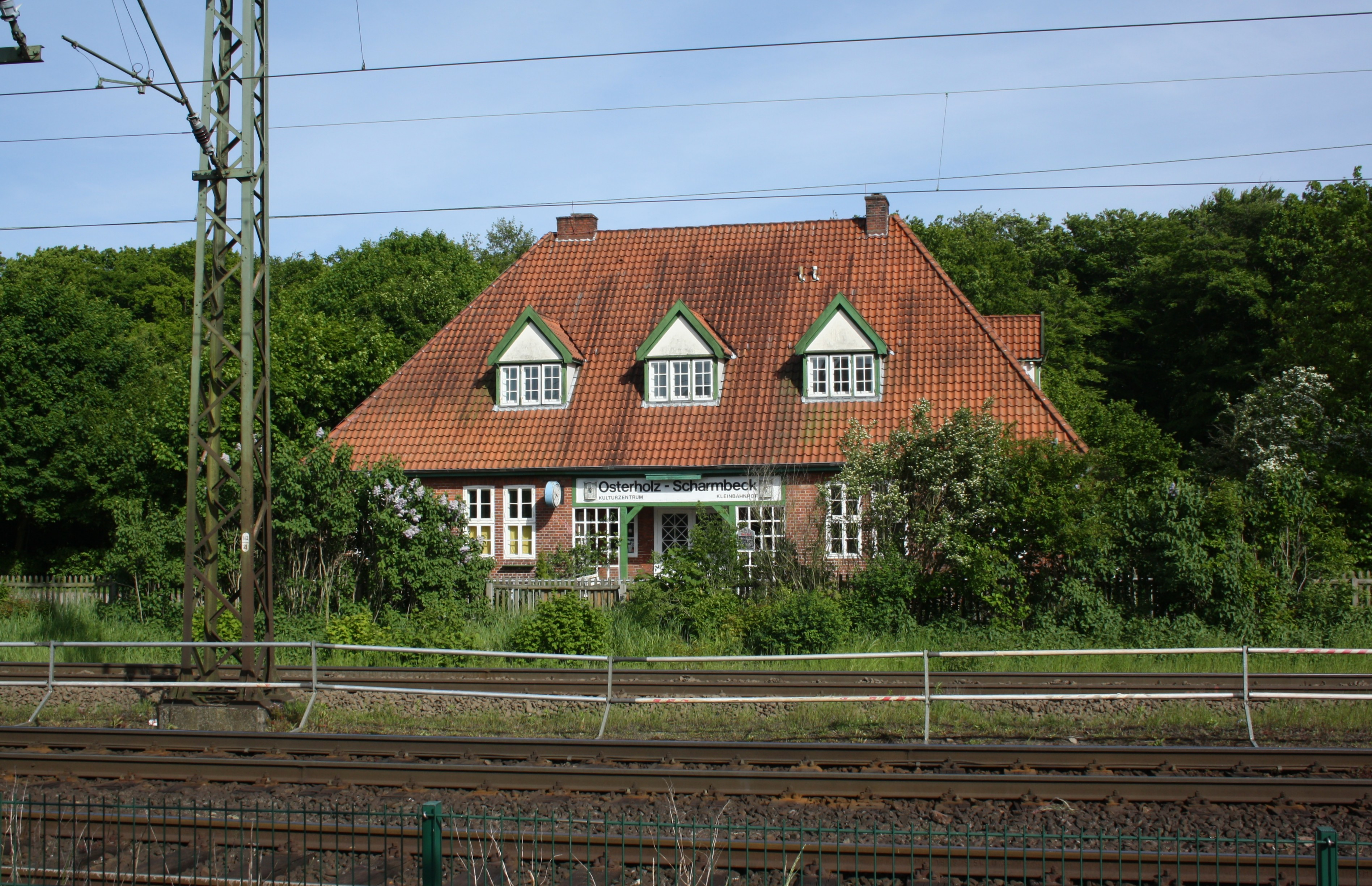
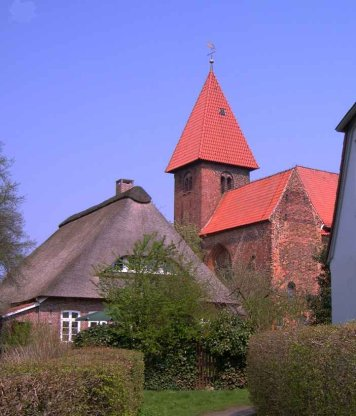
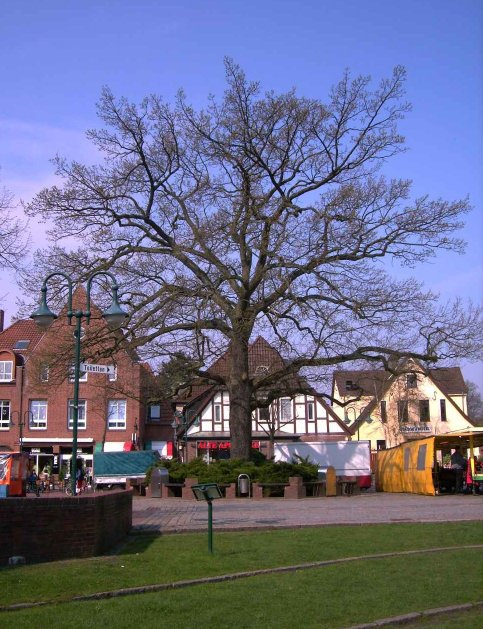

### Адміністративний поділ
Місто  складається з 9 районів:
- Гарльштедт
- Гайльсгорн
- Гюльзеберг
- Зандгаузен
- Оленштедт
- Пеннігбюттель
- Тойфельсмор
- Фрайсенбюттель
- Шармбекстотель